# Comiakin
Comiakin (Qwum’yiqun’), pleme Salishan Indijanaca u dolini rijeke Cowichan na jugoistoku kanadskog otoka Vancouver. Govorili su jezikom cowichan, a Swanton ih vodi na popisu kao jedno od 15 njihovih podgrupa. Populacija im je 1904. iznosila 57. 

## Vanjske poveznice
- Cowichan Indians of Canada